# Münzer Bioindustrie
Die Münzer Bioindustrie GmbH ist ein eigentümergeführter Mischkonzern mit Sitz in Österreich und auf drei Kontinenten (Europa, Asien und Afrika) tätig.

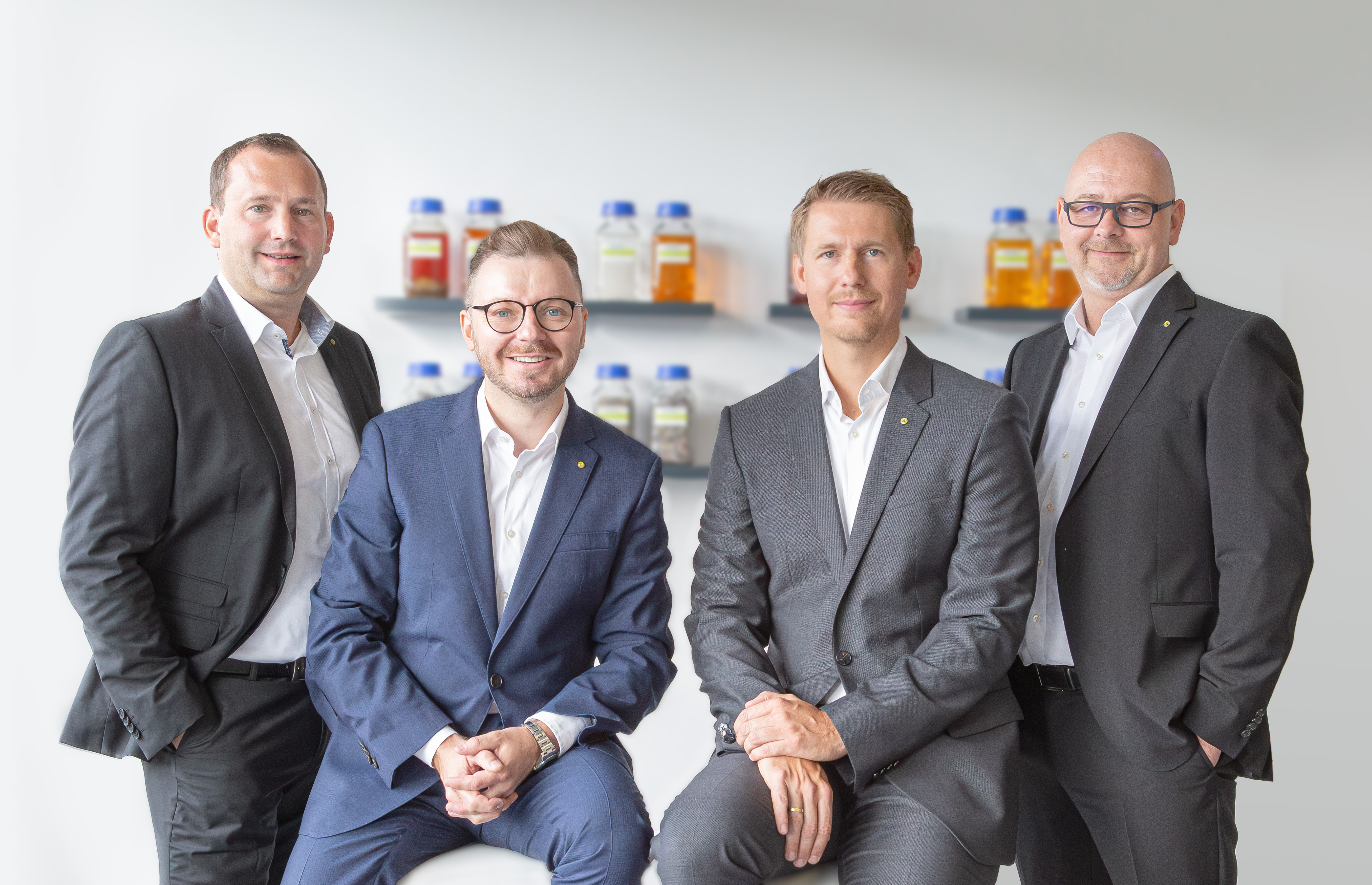
Gregor Reindl, Ewald-Marco Münzer, Claus Höfer, Michael Münzer

Weiters produziert das Unternehmen Pharmaglyzerin, technisches Glyzerin sowie Kaliumsulfat für den europäischen Markt. Ein weiterer Teilbereich des Konzerns ist die Entsorgung und Verwertung von Reststoffen und Abfällen. Der Hauptsitz befindet sich in Sinabelkirchen, Steiermark. Weitere Standorte des Unternehmens befinden sich in Amsterdam, Dhaka, Nairobi, Mumbai und Wien. Das Unternehmen wird geführt von Gregor Reindl, Claus Höfer und den Brüdern Ewald-Marco und Michael Münzer.

## Unternehmen
Das Unternehmen umfasst heute die Entsorgung von flüssigen und festen Abfällen, die Sammlung und Verwertung von Altspeisefetten für die Biodieselproduktion sowie die technische Reinigung von Industrieanlagen. Das Unternehmen sieht sich als Vorreiter für die Kaskadennutzung von Reststoffen und Weiterverarbeitung zu neuer Energie. Ein vorrangiges Ziel des Unternehmens ist die Dekarbonisierung und das nachhaltige Wirtschaften mit den verfügbaren Ressourcen. Bei dem im Jahr 2016 veröffentlichten Ranking der größten Unternehmen in der Steiermark, erhoben durch „Top of Styria“ nahm das Unternehmen den 40. Platz ein. Dabei wurde die Geschäftsführung durch eine unabhängige Jury von 300 Teilnehmern, auf Platz 2 in der Kategorie Produktion gewählt. Im Jahr 2017 hat das Unternehmen den Platz 154 von Österreichs besten Unternehmen, erhoben durch das Industrie-Magazin, eingenommen. Im „Top of Styria“-Ranking der 100 größten Unternehmen der Steiermark 2017 erreichte das Unternehmen den 28. Platz in der Kategorie Industrie sowie den 4. Platz der Unternehmen in der Kategorie Umsatz pro Mitarbeiter. Im Juni 2018 erreichte das Unternehmen den 342. Platz unter den TOP 500 der größten Unternehmen in Österreich sowie den 2. Platz im Bereich Chemie. Im TOP LEADER Jahrbuch der österreichischen Wirtschaft - Ausgabe 2020, wurde das Unternehmen auf Platz 9 der im Jahr 2019 größten und erfolgreichsten Chemiekonzerne Österreichs durch das Magazin „Trend“ gewählt. Im Mai 2021 wurde das Unternehmen als einer der besten Arbeitgeber in der Steiermark mit dem Market Quality Award ausgezeichnet. Im Ranking von „Top of Styria“ 2021 erreichte das Unternehmen bereits Platz 29 der 100 größten Unternehmen in der Steiermark sowie jeweils den 4. Platz in den Kategorien Top Misch-Unternehmen und Top Umsatz pro Mitarbeiter. Im Ranking der „Top of Styria“ 2022 reihte sich das Unternehmen bereits unter den besten 20 Unternehmen ein und erreichte den 16. Platz der 100 größten Unternehmen in der Steiermark. Weiters belegte das Unternehmen den 2. Platz in der Kategorie Top Misch-Unternehmen und erneut den 4. Platz in der Kategorie Top Umsatz pro Mitarbeiter. Im Juni 2023 erreichte das Unternehmen den 293. Platz im Ranking der 500 größten Unternehmen Österreichs sowie Platz 134 der 250 TOP-Unternehmen der österreichischen Industrie, welche vom Industrie Magazin erhoben wurde.
Beim Wirtschafts-Wettbewerb des Landes – Austria’s Leading Companies (ALC) 2023 im Oktober 2023 wurde in der Jubiläumsausgabe der Preisverleihung mit dem 2. Platz in der Kategorie Großbetriebe in der Steiermark ausgezeichnet. Weiters gewann das Familienunternehmen im Oktober 2023 den EY Entrepreneur Of The Year Award 2023 in der Kategorie „Nachhaltigkeit & Greentech“. Ewald-Marco Münzer nahm stellvertretend für das Familienunternehmen den EY Entrepreneur Of The Year Award 2023 entgegen. Im Ranking der 280 umsatzstärksten Industrieunternehmen in Österreich des New Business Magazins wurde das Unternehmen auf den 142. Platz gelistet. Im Juni 2024 erreichte das Unternehmen den 277. Platz im Ranking der 500 größten Unternehmen Österreichs, welches durch das Magazin "Trend" erhoben wurde. Im Jahr 2024 erreichte das Unternehmen im Ranking von "Top of Styria 2024" den 19. Platz. Zudem schafften es erstmals alle vier Geschäftsführer in die Bewertung der 1000 wichtigsten Topmanager in Österreich.

## Standorte im In- und Ausland
Die Zentrale des Konzerns hat ihren Sitz in Sinabelkirchen, Steiermark, wo sich auch der Bereich der Entsorgung und Industriereinigung befindet.
Am Standort Wien, Ölhafen Lobau befindet sich eine Biodieselproduktionsanlage mit einer Kapazität von 140.000 Jahrestonnen. Hier werden auch Pharmaglyzerin und Kaliumsulfat hergestellt. Weiters befindet sich an diesem Standort eine Fettschmelze zur Aufbereitung von gesammelten Altspeisefetten. Weiters befindet sich in Wien, Lobgrundstraße das Bürogebäude der Münzer Bioindustrie GmbH.
Am Standort Gaishorn am See befindet sich eine Biodieselproduktionsanlage für 66.000 Jahrestonnen. An diesem Standort werden auch technisches Glyzerin und Kaliumsulfat hergestellt.
In Navi Mumbai (Indien) befinden sich die zwei Standorte der Muenzer Bharat Private Limited. Der Hauptsitz der Muenzer Bharat Private Limited befindet sich in Nerul, Navi Mumbai – 400706 India. Die Biodieselproduktionsanlage mit einer Jahreskapazität von 3.000 Tonnen befindet sich ebenfalls in Nerul MIDC, Navi Mumbai - 400706 Navi Mumbai, India. Weitere Standorte befinden sich u. a. in Kalkutta, Pune, Surat. In Dhaka (Bangladesch) befindet sich der Hauptsitz der Muenzer Bangla Private Limited. Weitere Standorte befinden sich in Cox’s Bazar, Chittagong etc. In Nairobi (Kenia) befindet sich der Hauptsitz der Muenzer Kenya Private Limited. Eine weitere Niederlassung befindet sich in Mombasa.
Am Standort Wuppertal (D) befindet sich der Hauptsitz der Münzer Deutschland GmbH. Am Standort Amsterdam (NL) befindet sich der Hauptsitz der Münzer Trading B.V. Das Unternehmen ist ebenfalls an Unternehmen im In- und Ausland beteiligt.

## Geschichte
Das Unternehmen wurde 1991 von Ewald Münzer Senior gegründet. Zwei Jahre später wurde daraus die Ewald Münzer GmbH mit Fokussierung auf die Entsorgung von flüssigen Abfällen. 1999 wurde der Biodiesel Kärnten GmbH mitgegründet und stieg im gleichen Jahr in den Geschäftsbereich der Produktion von abfallbasierten Biokraftstoffen ein. Vier Jahre später wurde der MM Kanal-Rohr-Sanierung GmbH gegründet. Im Jahre 2004 wurde der BioDiesel Vienna GmbH im Rahmen der Unternehmensgruppe Münzer gegründet und Österreichs im Wiener Ölhafen Lobau der größten Biodiesel-Produktionsanlage errichtet. Die Biodiesel Anlage im Wiener Ölhafen Lobau wurde 2006 in den Betrieb genommen. Alle Tochterunternehmen wurden 2009 in ein gemeinsames Unternehmen, der Münzer Bioindustrie GmbH zusammengeführt. 2010 wurde der Firmensitz der Münzer Bioindustrie GmbH in Sinabelkirchen/Steiermark errichtet. Die Biodiesel-Produktionsanlage im steirischen Paltental, Gaishorn am See wurde 2014 übernommen. Eine Aufbereitungsanlage von Kabelschrott für das Recycling von (Halb-)Edelmetallen wie u. a. Kupfer am Standort Sinabelkirchen wurde 2015 errichtet. 2016 übernahm man das Sammelsystem von der Ölwert GmbH mit Sitz in Langenlois sowie die Übernahme der Ölwert Deutschland GmbH. Im gleichen Jahr wurde das Unternehmen um den Geschäftszweig Frischölabfüllung und Vertrieb von Frischölen an die Groß- und Systemgastronomie erweitert.
Am 6. September 2016 wurde die 100 % Tochtergesellschaft Muenzer Bharat Private Limited in der über 20 Mio. Menschen Metropole Mumbai gegründet. Im Jahr 2017 startete die Altspeisefettsammlung „National Used Cooking Oil Collection for India™“ in Maharashtra. Die Errichtung der Biodieselproduktionsanlage sowie einer Fettaufbereitungsanlage begann 2018. Die Eröffnung und Inbetriebnahme der Biodieselproduktionsanlage in Navi Mumbai fand im Februar 2019 statt. Ein indisches Team vor Ort arbeitet daran die „Vision Münzer Energy from Waste“ in Indien umzusetzen.
Im Jänner 2020 wurde die 100-%-Tochtergesellschaft Muenzer Bangla Private Limited in Dhaka, Bangladesch gegründet. Im August 2020 startete in Bangladesch die Sammlung von Altspeisefett „National Used Cooking Oil Collection for Bangladesh“ in Dhaka. Am 1. April 2020 übernahm die Münzer Bioindustrie GmbH die Rotie UCO Trade B.V. mit Sitz in Amsterdam/Holland. Durch die Übernahme wurde das Unternehmen vollständig in die Münzer Bioindustrie GmbH integriert und künftig unter dem Namen Münzer Trading B.V. firmiert. Im Juli 2021 wurde die 100 % Tochtergesellschaft Muenzer Kenya Private Limited in Nairobi, Kenia gegründet. Im Februar 2022 startete in Nairobi die Sammlung von Altspeisefett „National Used Cooking Oil Collection for Kenya“ in Nairobi.

## Belege
1. ↑  Altspeisefett. Abgerufen am 12. August 2015.
2. ↑  Biodieselproduktion. Abgerufen am 1. Dezember 2016.
3. ↑  Altölentsorgung und Tankreinigung. Abgerufen am 1. Dezember 2016.
4. ↑  Top 100. CONCLUSIO PR Beratungs GmbH, 28. November 2016, abgerufen am 1. Dezember 2016.
5. 1 2  Top of Styria. CONCLUSIO PR Beratungs GmbH, 28. November 2016, abgerufen am 1. Dezember 2016.
6. ↑  Top 250 | Österreichs beste Unternehmen. Industrie Magazin, 26. Juni 2017, abgerufen am 17. Juli 2017.
7. ↑  Bernhard Fragner: Österreichs beste Unternehmen. Industrie Magazin, 26. Juni 2017, abgerufen am 19. Oktober 2017.
8. ↑  top of styria | 2017. top of styria, das einmalige Wirtschaftsmagazin 2017, 7. Dezember 2017, abgerufen am 10. Januar 2018.
9. ↑  top of styria | 2017. top of styria, das einmalige Wirtschaftsmagazin 2017, 7. Dezember 2017, abgerufen am 10. Januar 2018.
10. ↑  TOP LEADER. Top Leader Verlag KG, abgerufen am 13. Februar 2020.
11. ↑  Unter den TOP 10 in Österreich !!! - Münzer Bioindustrie GmbH. Abgerufen am 13. Februar 2020.
12. ↑  TOP 500 Unternehmen Österreichs. In: shop.trend.at. Abgerufen am 13. Februar 2020.
13. ↑  Quelle: Wirtschaftsmagazin Trend. In: trend.at. Abgerufen am 13. Februar 2020.
14. ↑  Thomas Pargfrieder: MARKET auf Tour bei den Besten der Steiermark. In: market.at. Linzer MARKET Institut, 14. Dezember 2021, abgerufen am 14. Dezember 2021.
15. ↑  BESTER ARBEITGEBER Steiermark 2021 – Market Quality Award. In: market.at. Linzer MARKET Institut, 14. Dezember 2021, abgerufen am 14. Dezember 2021.
16. ↑  Martin Klösch, Oliver Schinnerl: TOP 100. Ranking der 100 umsatzstärksten Unternehmen der Steiermark. In: WKO Steiermark (Hrsg.): top of styria. Das einmalige Wirtschaftsmagazin. 25b. Graz Dezember 2021, S. 38 (topofstyria.at [abgerufen am 20. Dezember 2021]).
17. ↑  Top of Styria: Top of Styria, das einmalige Wirtschaftsmagazin 2021. WKO Steiermark, 14. Dezember 2021, abgerufen am 14. Dezember 2021.
18. ↑  Das einmalige Wirtschaftsmagazin der Steiermark. WKO Steiermark, 7. Dezember 2022, abgerufen am 7. Dezember 2022.
19. ↑  WKO Steiermark: Top of Styria. WKO Steiermark, 7. Dezember 2022, abgerufen am 7. Dezember 2022.
20. ↑  Münzer Bioindustrie: Platz 293 der größten Unternehmen Österreichs. Abgerufen am 12. Juni 2023.
21. ↑  Münzer Bioindustrie GmbH: Platz 134 der 250 TOP-Unternehmen der österreichischen Industrie. Münzer Bioindustrie GmbH, 4. Juli 2023, abgerufen am 4. Juli 2023.
22. ↑  Industrie Magazin: Die 250 größten Unternehmen in Österreichs Industrie. WEKA Industrie Medien GmbH, 29. Juni 2023, abgerufen am 4. Juli 2023.
23. ↑  KSV1870 Holding AG: Austria´s Leading Companies 2023. In: KSV1870 Holding AG. KSV1870 Holding AG, 10. Oktober 2023, abgerufen am 30. Oktober 2023.
24. ↑  Die Presse: Familienunternehmen Münzer investiert in seine Standorte. In: Die Presse. Die Presse, 10. Oktober 2023, abgerufen am 30. Oktober 2023.
25. ↑  Die Presse: Die Steiermark und ihre Stars. In: Die Presse. Die Presse, 10. Oktober 2023, abgerufen am 30. Oktober 2023.
26. ↑  Ernst & Young Wirtschaftsprüfungsgesellschaft m.b.H.: EY Entrepreneur Of The Year™ Österreich - Hall of Fame. In: Ernst & Young Wirtschaftsprüfungsgesellschaft m.b.H. Ernst & Young Wirtschaftsprüfungsgesellschaft m.b.H., 13. Oktober 2023, abgerufen am 30. Oktober 2023.
27. ↑  Münzer Bioindustrie GmbH: And the EY Entrepreneur Of The Year Award 2023 goes to Münzer Bioindustrie! In: Münzer Bioindustrie GmbH. Münzer Bioindustrie GmbH, 13. Oktober 2023, abgerufen am 30. Oktober 2023.
28. ↑  Ernst & Young Wirtschaftsprüfungsgesellschaft m.b.H.: Entrepreneur Of The Year 2023 in der Kategorie „Nachhaltigkeit & Greentech“ und Vertreter Österreichs beim World Entrepreneur Of The Year 2024. In: Ernst & Young Wirtschaftsprüfungsgesellschaft m.b.H. Ernst & Young Wirtschaftsprüfungsgesellschaft m.b.H., 13. Oktober 2023, abgerufen am 30. Oktober 2023.
29. ↑  New Business: NEW BUSINESS - NR. 11, NOVEMBER 2023. In: New Business. New Business, 11. November 2023, abgerufen am 17. November 2023.
30. ↑  trend. for Leaders in Business. 27. Juni 2024, abgerufen am 27. Juni 2024.
31. ↑  trend.TOP500. Abgerufen am 27. Juni 2024.
32. ↑  Tos_2024_Screen_End_ES_031124. Abgerufen am 25. November 2024.
33. ↑  INDUSTRIEMAGAZIN | Das Leadership-Ranking 2023: Die Top 1000 Manager. Abgerufen am 25. November 2024.
34. ↑  Münzer Bioindustrie GmbH Zentrale. In: muenzer.at. Abgerufen am 1. Dezember 2016.
35. ↑  Standort Wien. Abgerufen am 1. Dezember 2016.
36. ↑  Standort Gaishorn. Abgerufen am 1. Dezember 2016.
37. 1 2  Muenzer Bharat Private Limited. In: muenzer.in. Muenzer Bharat Private Limited, 7. September 2016, abgerufen am 17. Oktober 2017 (englisch).
38. 1 2  About Muenzer Bharat Private Limited. In: CorporateDir.com. 6. September 2016, abgerufen am 17. Oktober 2017 (englisch).
39. ↑  Mathias Peer: In der Steiermark wird aus indischem Frittierfett Biodiesel. Handelsblatt, 13. Februar 2019, abgerufen am 5. März 2019.
40. ↑  Standort Muenzer Bangla Pvt. Ltd. In: muenzer.com.bd. Muenzer Bangla Pvt. Ltd., abgerufen am 5. Juli 2021 (englisch).
41. 1 2  Münzer Deutschland GmbH - Rosenheim. Moneyhouse Deutschland AG, abgerufen am 17. Oktober 2017.
42. ↑  Standort Münzer Trading B.V. In: muenzer.at. Abgerufen am 1. April 2020.
43. ↑  Biodiesel Kärnten GmbH. In: biodiesel-kaernten.com. 5. März 2014, abgerufen am 1. Dezember 2016.
44. ↑  MM Kanal-Rohr-Sanierung GmbH. In: mm-k-r-s.at. 20. September 2015, abgerufen am 1. Dezember 2016.
45. ↑  Recycling von Kabelschrott. Abgerufen am 1. Dezember 2016.
46. ↑  Frischöle. In: das-oel.at. Abgerufen am 1. Dezember 2016.
47. ↑  Ron Kotrba: Muenzer’s 1st community-scale UCO biodiesel plant in India opens. In: Biodiesel Magazin. 21. Februar 2019, abgerufen am 5. März 2019 (englisch).
48. ↑  Mathias Peer: In der Steiermark wird aus indischem Frittierfett Biodiesel. Handelsblatt, 13. Februar 2019, abgerufen am 5. März 2019.
49. ↑  Steirische Biodieselanlage in Mumbai eröffnet. In: ORF.at. 14. Februar 2019, abgerufen am 5. März 2019.
50. ↑  Muenzer Bangla Pvt. Ltd. In: muenzer.com.bd. Muenzer Bangla Pvt. Ltd., abgerufen am 5. Juli 2021 (englisch).
51. ↑  Muenzer Bangla Pvt. Ltd. In: muenzer.at. Münzer Bioindustrie, abgerufen am 5. Juli 2021 (englisch).
52. ↑  Steirer Münzer Bioindustrie kauft holländische Rotie UCO Trade. Industrie Magazin, 2. April 2020, abgerufen am 24. Juni 2020.
53. ↑  Übernahme der "Rotie UCO Trade B.V." In: muenzer.at. Abgerufen am 24. Juni 2020.
54. ↑  Münzer Trading B.V. In: muenzer-trading.com. Münzer Trading B.V., abgerufen am 24. Juni 2020.
55. ↑  Muenzer Kenya Private Limited. In: Muenzer Kenya Private Limited. Muenzer Kenya Private Limited, 19. September 2022, abgerufen am 19. September 2022 (englisch).